# Перекладач (фільм, 2023)
«Перекладач» (англ. The Interpreter, або англ. Guy Ritchie's The Covenant) — бойовик-трилер режисера і сценариста Гая Річі.

## Синопсис
Під час афганського конфлікту майстер-сержант сил спеціальних операцій армії США Джон Кінлі шукає місцевого перекладача, який би допоміг йому краще розуміти місцевих жителів. Його вибір падає на Ахмеда, який вороже ставиться до талібану через убивство сина. Коли поранений Кінлі зі своїм загоном потрапляють у засідку, Ахмед, попри ризик, робить усе можливе для порятунку американців.
Після виходу армії США з Афганістану, Ахмед залишається у ворожому оточенні. Джон Кінлі вважає своїм обов'язком допомогти афганцю та його родині виїхати до Сполучених Штатів.

## У ролях
| Актор             | Роль                    |
| ----------------- | ----------------------- |
| Джейк Джилленгол  | сержант Джон Кінлі      |
| Дар Салім         | Ахмед                   |
| Александер Людвіг | сержант Деклан О'Брейді |
| Ентоні Старр      | Едді Паркер             |
| Емілі Бічем       | Керолайн Кінлі          |
| Джонні Лі Міллер  | полковник Воукс         |
| Джейсон Вонг      | Джошуа Юнг              |
| Боббі Шофілд      | Стів Кершер             |

## Виробництво
У жовтні 2021 року було оголошено, що Джейк Джилленгол отримав головну роль у фільмі, режисером і сценаристом якого буде Гай Річі.
Зйомки розпочалися в лютому 2022 року в Аліканте, Іспанія, до акторського складу додалися Дар Салім, Александер Людвіг, Ентоні Старр, Джейсон Вонг, Боббі Шофілд, Шон Сагар та Емілі Бічем.